# روادید

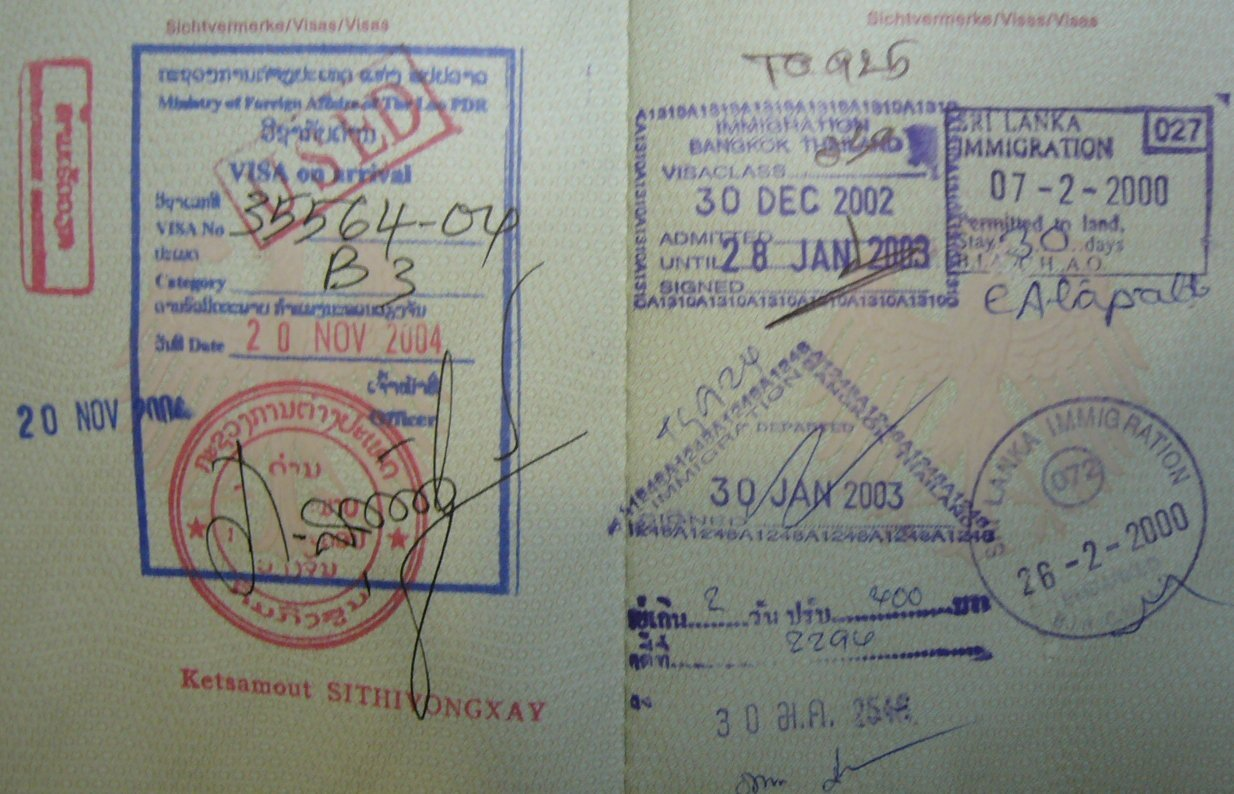
روادیدهای لائوس، تایلند، و سری‌لانکا

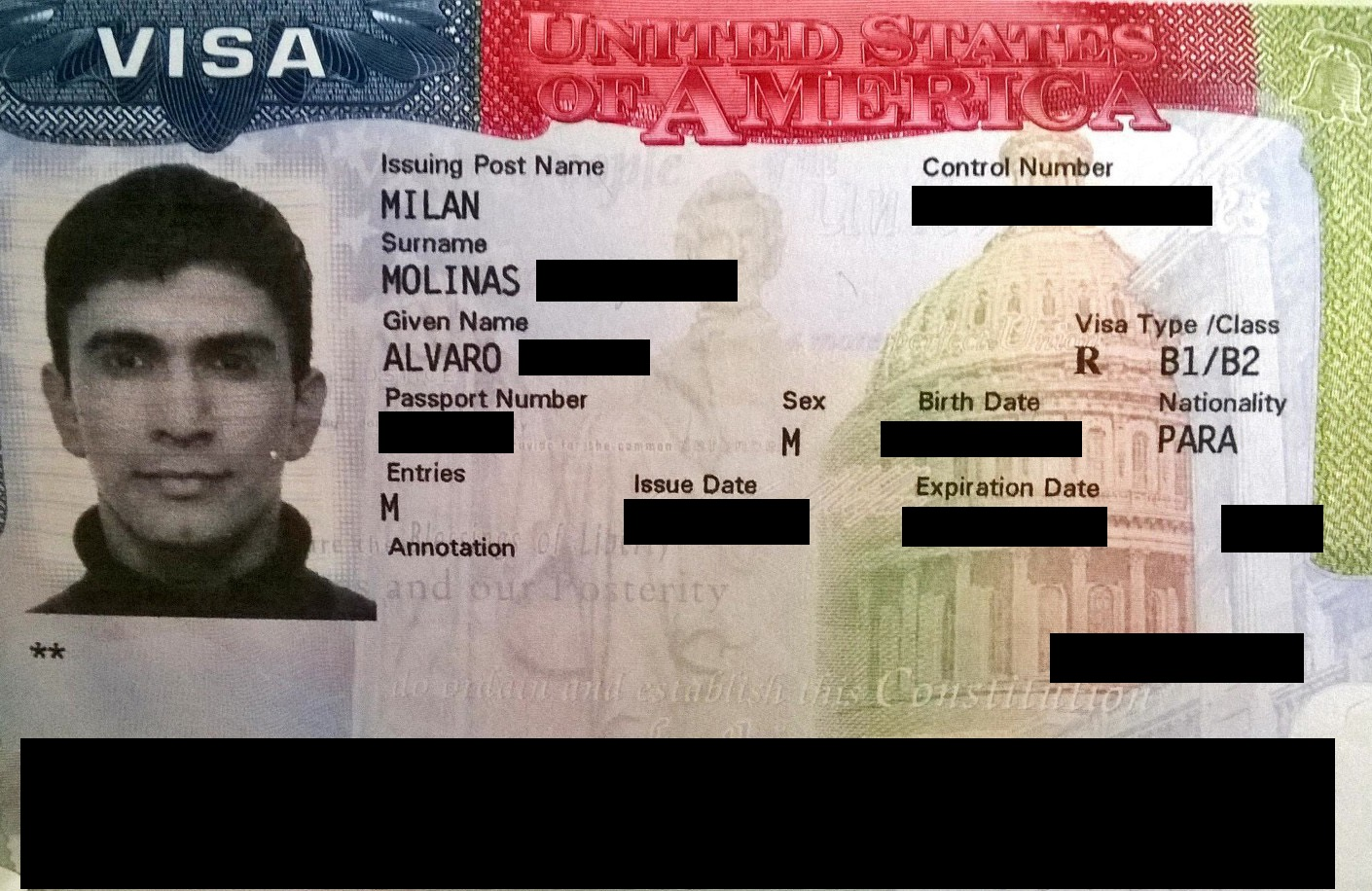
ویزای امریکا صادره در سال ۲۰۲۲

رَوادید یا ویزا یا ویزه (به فرانسوی: visa) گواهی است که نشان می‌دهد دارنده آن اجازه گذر ، یا ورود به یک کشور را دارد.
روادید معمولاً دارای محدودیت‌هایی برای افراد خارجی است که به خاک یک کشور وارد می‌شوند؛ این محدودیت‌ها شامل زمان ماندن، شمار رفت‌وآمد به خاک آن کشور یا حق کار در کشور مورد نظر است.
روادید بیش‌تر به اجازهٔ ورود به یک کشور مربوط می‌شود. در برخی از کشورها، روادید با اجازه‌نامهٔ رسمی ماندن و اقامت در آن‌ها متفاوت است. در هر مورد، روادید توسط افسر مهاجرت در هنگام ورود تأیید می‌شود و در هر زمان می‌تواند لغو شود.
معمولاً روادید به صورت برچسب یا مُهر بر روی کاغذهای مربوطه در گذرنامه اشخاص، چسبانده یا زده می‌شود.
به‌طور کلی می‌توان روادید را دربردارندهٔ هدف سفر، مدت اقامت و مهلت ورود به کشور مقصد دانست.

## گونه‌های روادید بر پایه روابط بین کشورها
۱) حرکت آزاد
۲) لغو روادید (بدون روادید)
۳) روادید در بدو ورود
۴) روادید از مبدأ
۵) سفر ممنوع

### حرکت آزاد
در این حالت هر شهروند کشور مبدأ می‌تواند در کشور مقصد اقامت، کار و تحصیل کند و تفاوتی بین شهروندان دو کشور نیست. برای نمونه می‌توان به کشورهای عربی خلیج فارس اشاره کرد. شهروندان هریک از کشورهای امارات متحده عربی، بحرین، عربستان سعودی، کویت، عمان و قطر  می‌توانند در هریک از این کشورها، کار، تجارت یا سفر کنند. نمونه تکامل یافته‌تر این نوع آزادی حرکت را در بین کشورهای عضو اتحادیه اروپا می‌توان دید.

### لغو روادید
دراین حالت، شهروندان، اغلب برای سفر کوتاه مدت یا دیدار، نیازی به روادید ندارند. اما برای کار و تحصیل باید درخواست روادید کنند. در این حالت، صدور روادید کاری معمولاً فرایند ساده‌ای است و چون شهروندان حق رفت‌وآمد دارند تنها به دلایلی همچون مالیات، روادید کاری لازم است. نمونه این نوع روادید، لغو نیاز به دریافت روادید برای شهروندان امارات متحده عربی در تابستان ۱۳۹۴ از سوی کشورهای عضو توافق‌نامه شنگن است. بدین ترتیب شهروندان امارات متحد عربی بدون نیاز به روادید می‌توانند به همه کشورهای اروپایی سفر کنند.

### روادید در مقصد
این نوع روادید بیشتر برای روادیدی کوتاه مدت است و هنگام ورود مسافر به مقصد، روادید صادر می‌شود. تفاوت آن با لغو روادید در این است که کشور مقصد همچنان حق عدم صدور روادید را برای خود محفوظ نگه می‌دارد. همچنین بیشتر اوقات باید برای صدور روادید پول پرداخت. سفر شهروندان ایرانی به مالزی تابع چنین شرایطی است.

### روادید از مبدأ
در این حالت هرکس که قصد سفر به کشور دیگری دارد باید از قبل با مراجعه به نمایندگی دیپلماتیک کشور مقصد، درخواست روادید بدهد که فرایندی وقت‌گیر و با احتمال زیاد دریافت نکردن روادید همراه است. در این روش، گاهی مسافر باید مدارکی از وضعیت شغلی، تمکن مالی و برای روادیدی تحصیلی مدارک دانشگاهی خود ارائه کند. در بیشتر موارد این مدارک باید ترجمه شده باشند که خود، هزینه بر است.

### سفر ممنوع
در این حالت کشور مبدأ یا مقصد سفر اتباع همدیگر را ممنوع می‌کنند. این اقدام اغلب به دلایل سیاسی و امنیتی رخ می‌دهد؛ مثلاً شهروندان ایران حق سفر به اسرائیل را ندارند. این مورد نباید با توصیه‌های امنیتی اشتباه گرفته شود؛ به عنوان نمونه، در سال ۲۰۱۵، وزارت امور خارجه بریتانیا به شهروندان خود توصیه می‌کرد از سفر غیرضروری به ایران خودداری کنند اما سفر از طرف هیچ‌کدام از کشورهای ایران و بریتانیا ممنوع نشده بود.

## گونه‌های روادید
- روادید دیدار از بستگان
- روادید تجاری و بازرگانی
- روادید دانشجویی
- روادید پیوستن به خانواده
- روادید گردشگری
- روادید استارتاپی (کارآفرینی)

گرفتن ویزا
- آژانس مسافرتی و فرودگاه بین‌المللی